# 斯德哥尔摩市镇
59°21′N 18°04′E / 59.350°N 18.067°E
斯德哥尔摩市镇（瑞典語：Stockholms kommun），或称斯德哥尔摩市（Stockholms stad），是瑞典中东部斯德哥尔摩省的一个市镇。斯德哥尔摩市镇是瑞典290个市镇中人口最多的市镇，但其面积却相对较小，因此有着瑞典最大的人口密度。它同时也是北欧国家中人口最稠密的市镇之一。
按照瑞典法律，斯德哥尔摩的官方正式名称是“斯德哥尔摩市镇”，但市议会决定在尽可能的情况下使用“斯德哥尔摩市”的名称。这仅仅是名义上的称呼，对其法律上的市镇地位并无影响。实际上，“斯德哥尔摩市镇”、“斯德哥尔摩市”、“斯德哥尔摩”三个名称是等同的。